# Rasenheizung

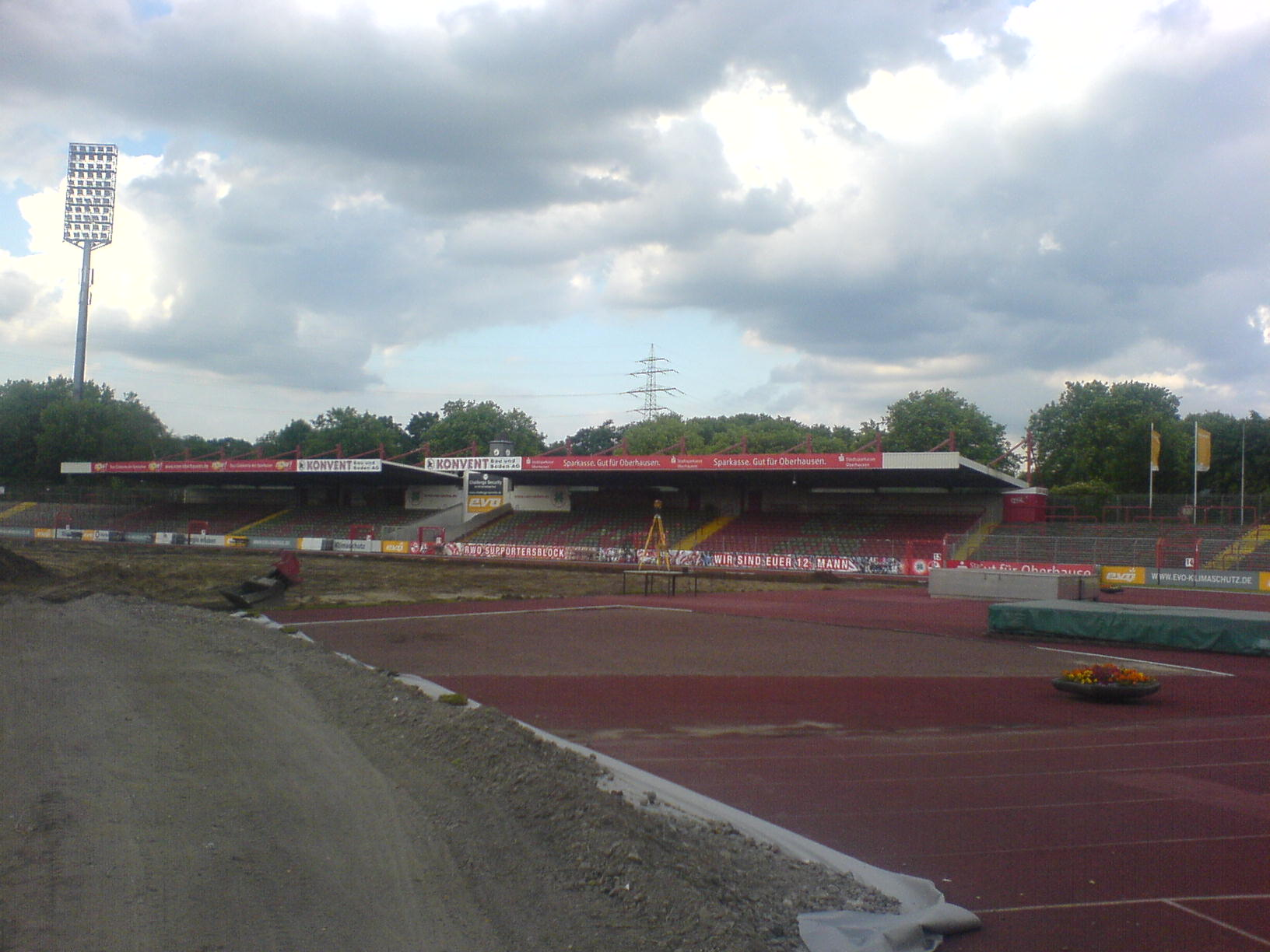
Installation der Rasenheizung im Stadion Niederrhein in Oberhausen (2008)

Eine Rasenheizung ist eine technische Einrichtung, um den Rasen von Sportstadien auch bei Minustemperaturen bespielbar zu halten.

## Funktion
Dazu wird nach dem Prinzip der Fußbodenheizung unter dem Rasen ein engmaschiges Netz von Röhren verlegt, durch die im Bedarfsfall warmes Wasser geleitet wird, um den Platz aufzutauen. Benötigt werden dazu etwa 30 Kilometer lange Kunststoffschlaufen, die in 30 Zentimeter Abstand quer zum Spielfeld verlegt werden.
Durch den Einsatz einer Rasenheizung kann die Innenfläche des Sportstadions auch im Winter bespielt werden und witterungsbedingte Ausfälle wesentlich verringert werden. Hartgefrorener Boden wird aufgetaut und dünne Schneedecken abgeschmolzen. Viele professionelle Sportclubs haben auch ihre Trainingsplätze mit einer Rasenheizung ausgerüstet, um auch im Winter unter regulären Bedingungen trainieren zu können.

## Geschichte
Erste Versuche zur Erprobung einer Rasenheizung sind 1937 aus England überliefert. Der FC Everton verbaute im Oktober 1937 erstmalig eine Rasenheizung.

### Deutschland
Bereits 1947 wurde von Edwin Knott ein Patent für eine Rasenheizung angemeldet. Hierbei wurde heißer Wasserdampf über ein das ganze Spielfeld durchziehendes Röhrensystem gepumpt. Die erste Rasenheizung in Deutschland wurde 1972 im Münchner Olympiastadion verlegt, einige Jahre später folgte das Frankfurter Waldstadion. In den 1990er Jahren wurde das Thema Rasenheizung wieder aktuell. Bei Stadionmodernisierungen wurde meist auch gleich eine Rasenheizung eingebaut.
Seit der Saison 2007/2008 muss jedes Stadion der Bundesliga und der 2. Bundesliga der Männer mit einer Rasenheizung ausgerüstet sein. Übergangsfristen sind nicht vorgesehen. Das Statut der 3. Liga sieht eine Rasenheizung als Zulassungsvoraussetzung vor, lässt aber „in besonders begründeten Ausnahmefällen, z. B. für Aufsteiger aus der 4. Spielklassenebene“, eine Ausnahmegenehmigung zu. So wurde etwa die Rasenheizung in der Hänsch-Arena des SV Meppen erst in der Sommerpause nach der Aufstiegssaison 2017/18 installiert, um so den Bedingungen für die nächste Drittliga-Saison zu genügen.
Der Einbau einer Rasenheizung kostet etwa 400.000 bis 800.000 Euro (inkl. der dadurch notwendigen Auswechslung des Rasens). Die Kosten des Einsatzes variieren. So beziffert Alemannia Aachen die Kosten auf „[…] 1500 Euro pro Woche, beim VfL Osnabrück liegt der Preis für ein bespielbares Spielfeld […] bei fast 2000 Euro pro Tag. Hansa Rostock nennt 3000 Euro pro Tag, der Hallesche FC 1000 Euro.“ Der SV Babelsberg schätzt den Verbrauch je Stadion auf 4.000 kWh pro Tag bzw. auf 500.000 kWh pro Jahr, was 200 Zwei-Personen-Haushalten entspreche.
Im Frauenfußball gibt es weder in der Bundesliga noch in der Champions League eine vergleichbare Vorgabe.

### Österreich
In der österreichischen Fußball-Bundesliga muss seit der Saison 2016/17 jeder Verein eine Rasenheizung haben oder bei der Lizenzierung ein Ausweichstadion mit Rasenheizung angeben. Derzeit ist in folgenden Bundesliga-Stadien eine Rasenheizung installiert: Ernst-Happel-Stadion (Wien), Allianz Stadion (Wien), Generali Arena (Wien), Red Bull Arena (Wals-Siezenheim), Merkur Arena (Graz), Linzer Stadion (Linz, Ausweichstadion), NV Arena (St. Pölten), Cashpoint-Arena (Altach), josko Arena (Ried) In der zweiten Spielklasse verfügen folgende Stadien über eine Rasenheizung (Liste möglicherweise unvollständig): Tivoli-Neu (Innsbruck), Linzer Stadion und Das.Goldberg-Stadion (Grödig).

### Schweiz
In Fußballstadien ist mit einer Investition von rund 1 Million Franken zu rechnen, ein Betriebstag kostet ungefähr 1000 Franken. Die Zieltemperatur liegt bei fünf bis sieben Grad.

## Rasenkühlung
Um auf der Liegewiese im Winter eine Eisbahn betreiben zu können, wurde im Jahr 2011 im Basler Schwimmbad Eglisee ein Testfeld mit Rasenkühlung eingerichtet. Obwohl die Kühlung prinzipiell funktionierte, wurde der Pilotversuch unter anderem wegen des deutlich höheren Wasserbedarfs des Rasens im Sommer abgebrochen und die geplante Anlage nicht installiert.